# Euchelicerata
Classe
Taxons de rang inférieur
- Arachnida
- Eurypterida
- Merostomata
- Prosomapoda
- Pycnogonida
- Xiphosura

Les Euchelicerata sont un clade d'arthropodes regroupant les Arachnides (Arachnida) et les Xiphosures (Xiphosura).

## Systématique
Le clade des Euchelicerata a été créé en 1979 par les zoologistes allemands Peter Weygoldt (d) (1933-2021) et Hannes F. Paulus (d) (1943-).

## Taxons inférieurs
Selon l'ITIS (16 juillet 2022) :
- sous-classe des Arachnida
- sous-classe des Xiphosura

Selon Fossiilid.info (16 juillet 2022) :
- classe des Arachnida Lamarck, 1801
- ordre des Eurypterida Burmeister, 1843
- ordre des Merostomata Dana, 1852
- ordre des Pycnogonida Latreille, 1810
- classe des Xiphosura Latreille, 1802

Selon la Paleobiology Database (16 juillet 2022) :
- genre †Houia Selden et al. 2015
- clade des Prosomapoda Lamsdell 2013
- genre †Thurandina Størmer 1974

Selon The Taxonomicon (16 juillet 2022) :
- genre †Mollisonia Walcott, 1912
- genre †Dibasterium Briggs, Siveter, Siveter, Sutton, Garwood & Legg, 2012
- genre †Offacolus Orr, Siveter, Briggs, Siveter & Sutton, 2000
- genre †Houia Selden, Lamsdell & Qi, 2015, incertae sedis
- genre †Polystomurum Novozhilov, 1958, incertae sedis
- genre †Thurandina Størmer, 1974, incertae sedis
- Prosomapoda Lamsdell, 2013